# Bienentrachtpflanze

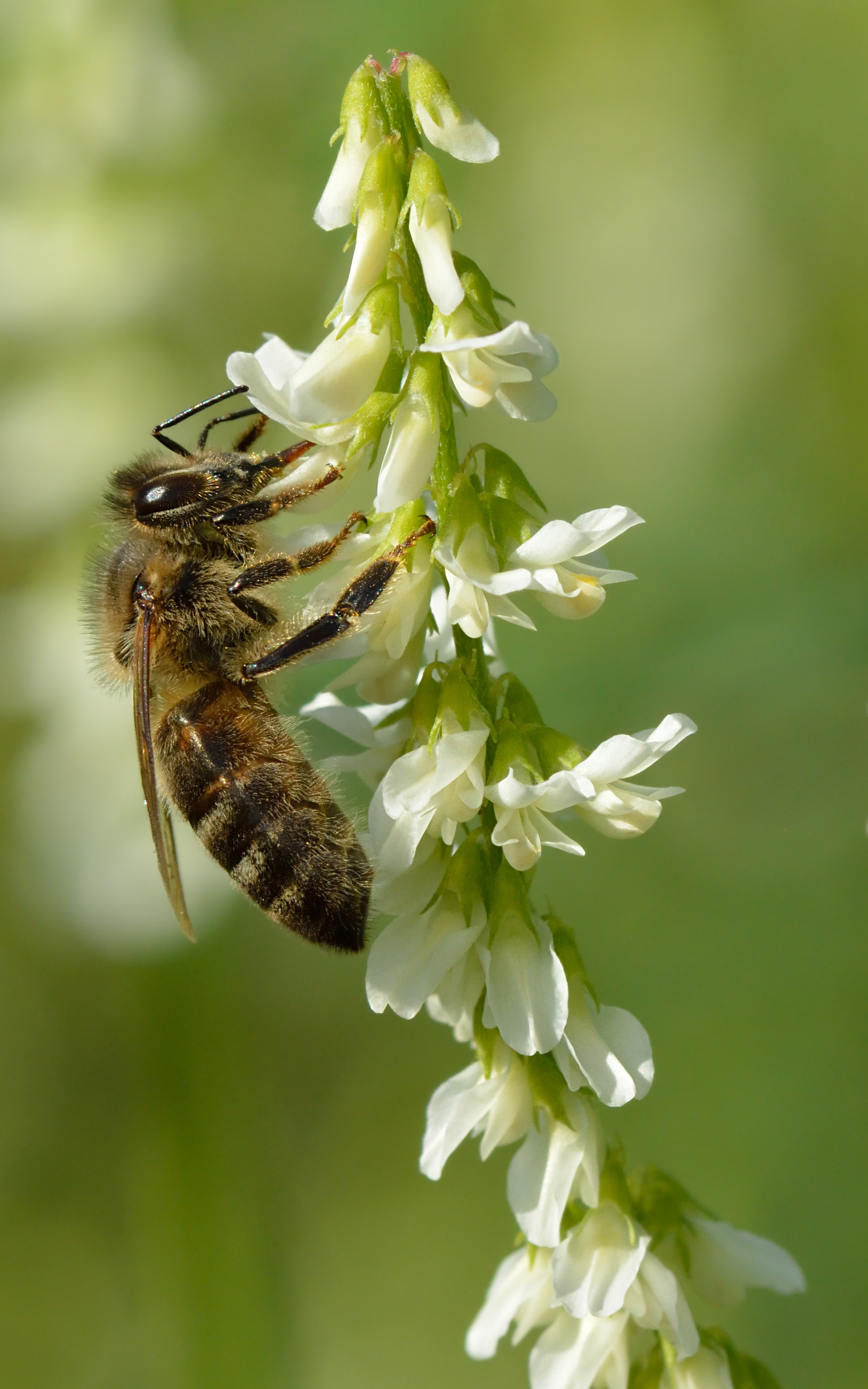
Weißer Steinklee ist eine gute Bienentrachtpflanze

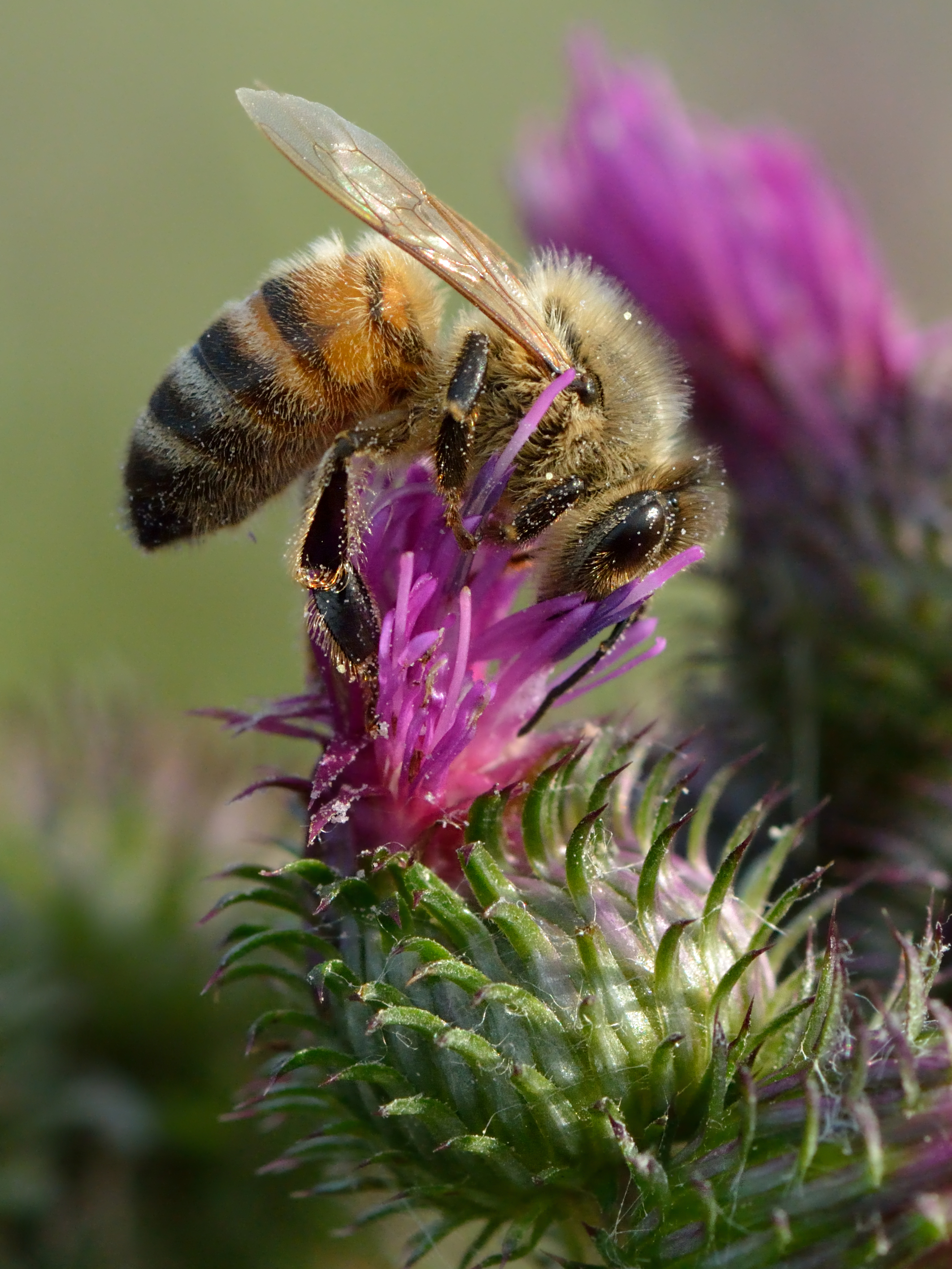
Krause Ringdistel

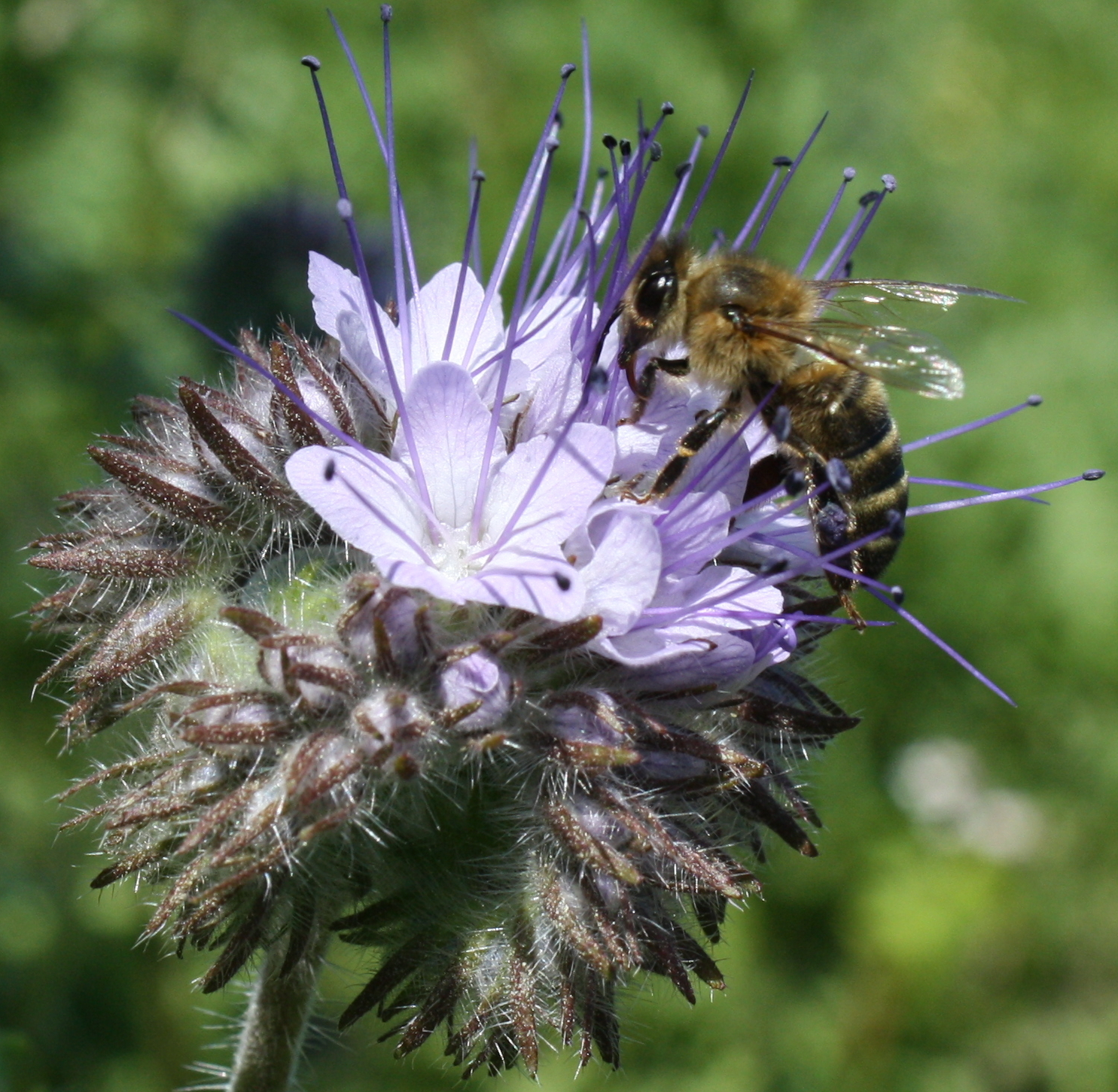
Phacelia als Bienentrachtpflanze

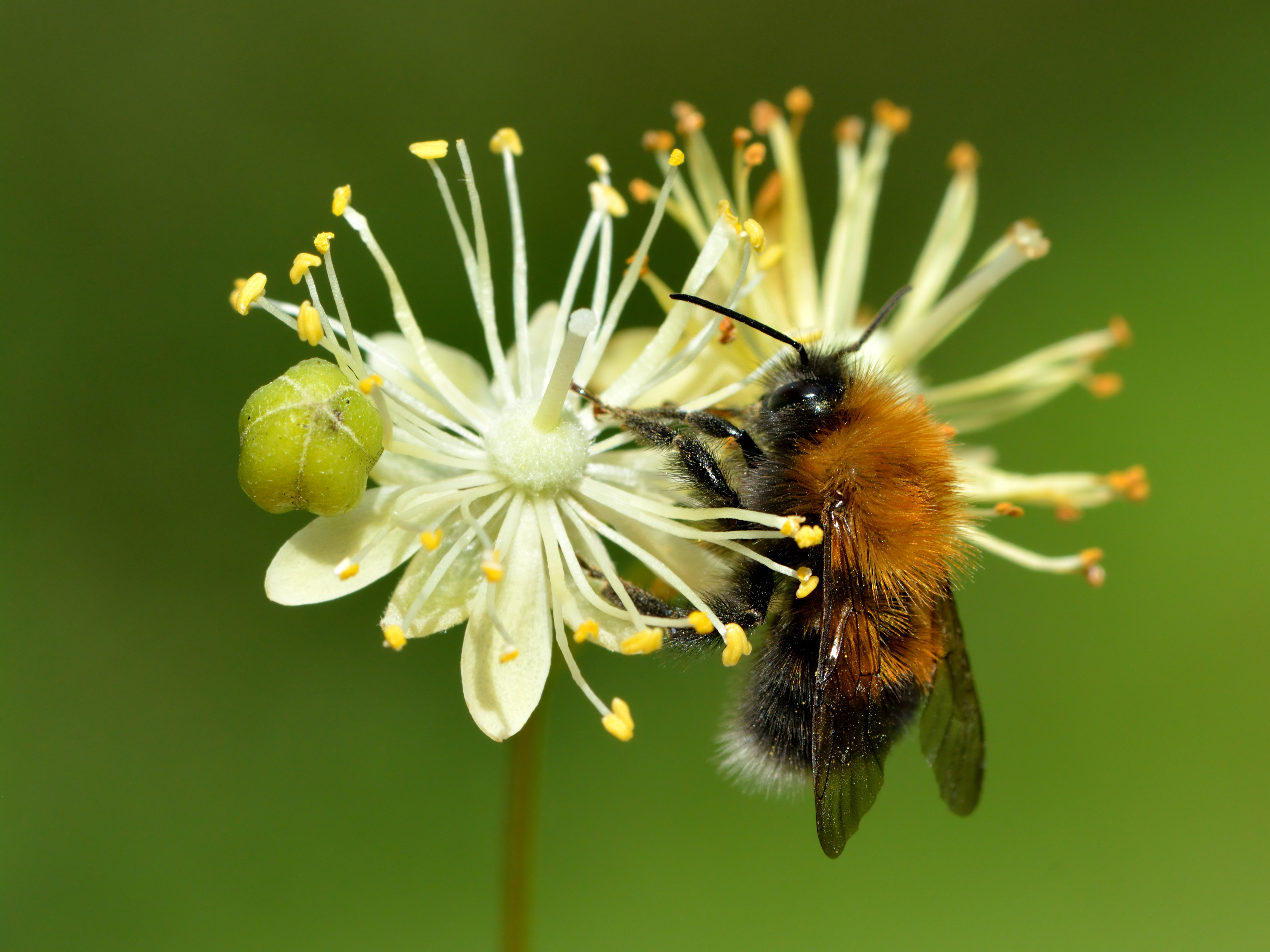
Lindenblüten (Winterlinde) und Baumhummel

Als Bienentrachtpflanze oder Bienenweide bezeichnet man Pflanzen, die von Bienen für die Erzeugung von Honig bevorzugt werden. Sie sind besonders reichhaltig an Nektar und Pollen und werden deswegen häufig von Honigbienen angeflogen.

## Beschreibung
Bienentrachtpflanzen haben für die Imkerei eine große Bedeutung. Viele Imker nutzen in der Wanderimkerei solche Pflanzen, indem sie ihre Völker bewusst in den Gebieten aufstellen, in denen Bienentrachtpflanzen gerade blühen.
Gelegentlich pflanzen Imker Bienentrachtpflanzen an, um ihren Bienenvölkern ausreichend Sammelgrundlage anbieten zu können. Problematisch kann es werden, wenn nicht gebietseigene Herkünfte in der freien Natur gezielt ausgebracht werden. So wurde etwa der Riesen-Bärenklau insbesondere in der zweiten Hälfte des 20. Jahrhunderts Imkern als Trachtpflanze empfohlen. Der ausbreitungsstarke Riesen-Bärenklau wird jedoch wegen der von ihm ausgehenden gesundheitlichen Risiken als problematischer Neophyt eingeordnet und vielerorts gezielt bekämpft. Wie einzelne Untersuchungen gezeigt haben, gehen Riesen-Bärenklaubestände häufig auf solche Ansalbungen durch Imker zurück. Ansalbung ist mittlerweile nach § 40 des Bundesnaturschutzgesetzes genehmigungspflichtig.
Beispiele für Bienentrachtpflanzen sind:
- Raps
- Phacelia
- Buchweizen
- Durchwachsene Silphie
- Gewöhnliche Robinie, die den „Akazienhonig“ liefert
- Linde, die den als besonders heilfördernd geltenden Lindenhonig liefert
- Holzapfel sowie allgemein Kern- und Steinobstgehölze aus der Familie der Rosengewächse
- Rainfarn-Phazelie
- Ruthenische Kugeldistel
- Echter Thymian
- Echter Lavendel
- Echter Salbei
- Gelber Steinklee
- Borretsch
- Ysop
- Saat-Esparsette
- Weidenbäume und Haselnusssträucher sind frühe, Efeu ein später Pollenlieferant

Bei vielen dieser Arten ist der Bienenbesuch wesentlich für den Fruchtertrag, insbesondere bei Obstgehölzen.
Problematisch ist die zunehmende Verwendung von Garten- und Balkonpflanzen mit gefüllten Blüten, da diese durch die zurückgezüchteten Staubgefäße meist keinerlei Nektar und Pollen für Bienen bieten.